# لهجه قمی
قُمی یکی از لهجه‌های فارسی است که در شهر قم در استان قم ایران صحبت می‌شود. این لهجه در قلمرو گویش‌های مرکزی ایران قرار می‌گیرد و پیشتر این گویش «کُمِج» یا «کُمیج» نامیده می‌شده است.

## نمونه واژه‌ها
واژه‌هایی که در لهجه فارسی منطقهٔ قم با فارسی معیار تفاوت دارند:
- باردی: شوخی و مزاح
- کاروم سرا:کاروان سرا

- حلّه حروم:هدر دادن
- باج مالو:موزی
- بدپیله: آدم سمج که تا کارش انجام نگیرد دست بردار نیست
- بد دماغ: زور و رنج و کسی که به اندک چیزی قهر می‌کند
- بلغور: سخن گفتن به زبانی دیگر به گونه نادرست
- پلوشتک(pæluʃtæc): پرستو
- تَر تِلو: خیس
- جُل جا: رخت‌خواب
- گُل در چمن: اِشکنه
- بی بُر اونوَر: برو کنار
- نَیمَده: نیامده
- تنگ و تیل: تنگ و باریک
- جُستَن: یافتن، پیدا کردن
- وِل دِ: کوتاه بیا
- پابند بریده: لجام گسیخته، نافرمان، زرنگ
- پاش به گل بونه بسته: کنایه از داشتن پشتیبانی پرنفوذ
- پخمه: بی عرضه و تنبل
- پسله: جایی دور از انظار
- پسندری: بلندی مرتبه
- جخ: تازه
- چشته: مزه غذا زیر دهان ماندن
- چندیدن: لرزیدن (واژه چندش از این کارواژه آمده)
- دو به دو انداختن: فتنه کردن، سخن چینی کردن
- دودرغه: دو دستگی و اختلاف
- ذاتش غل میندیزه: کنایه از نوعی خیانت در نهاد او
- رواتی: ظاهری نه راستین
- زیرجلکی: در نهان و پنهانی
- سوت کردن: چیزی را بالای بام یا جای دیگر پرتاب کردن
- سه کنج: گوشه (اتاق)
- شیت کردن:چیدن
- شاکی زدن: سیلی محکم به کسی زدن
- جُل پَلاس: وسایل، بساط
- کُپ کردن: نشستن و خود را کوچک کردن برای دیده نشدن
- لچر کاری: به هم ور کردن، نامنظمی، کثافت کاری
- لیچه: لقب نامناسب برای کسی ساختن
- منم زدن: خودستایی بی جهت
- موس کشیدن: حالت انتظار به امید دریافت چیزی
- ولو شدن: پراکنده شدن
- هرت شدن: دست و پای خود را گم کردن، اضطراب
- یه عالمه: خیلی زیاد
- کماجدون: دیگ کوچک
- پاتیل: دیگ بزرگ
- رَستوران:رِستوران
- هره: لب دیوار
- پیزوری: ضعیف و ناتوان (کم ارزش)
- حروم و حرج: از بین بردن و درست مصرف نکردن چیزی
- سلندر: آشتفته و نگران
- وریو: هیجان زده و ناآرام
- کجی:کجا
- وردی:بردار
- ناشتا: کسی که صبحانه نخورده باشد
- خروسخون:سحر
- شاغالخون:غروب
- بانگ:بانک
- بوق سگ: نیمه شب
- قل ورو:پیاده‌رو
- قزقون:دیگ‌های مسی بزرگ
- رِجِّ(rejje): طناب
- هم ساختکی:همینطوری
- تیفال:دیوار
- کش:کنار
- سه مندونه:نخ سه تایی بادبادک
- نیم کش وسط: پنجاه پنجاه
- گوش مالونچه: هزار پا
- نمدونسم: نمی‌دانستم
- نوسن: (nosen) :نوچ یا چسبنده با شیرینی
- تیرون: تهران
- چس کردن: لوس کردن
- لولئین (Loolein): آفتابه
- خلأ: توالت
- چزیده: سوخته
- چال مال خون: قعر چاه یا پشت کوه
- اینجی: اینجا
- کُجیه: کجاست
- بش میگم: به او می‌گویم
- آزاد (با تشدید روی ز)(azzzad): محکم یا قایم زدن
- آب خوره: عطش
- بی پَلو من: بیا پیش من
- کَلیت: کِلید
- چجورَکی: چطوری یا به چه صورت
- لَهر: بزرگ
- گسنه: گرسنه
- واسو (با تشدید بر روی س)(vasso) : منتظر بمان
- ننآقا: مادر پدر
- شل شلکی: بی‌حال و حوصله کاری را انجام دادن
- نتق کشیدن(notogh): حال کسی را گرفتن
- بیاغون:فعل امر از مصدر به زور در چیزی جا دادن و فروکردن (بیش از ظرفیت در چیزی جا دادن)
- تُخ زدن: نیمرو درست کردن
- تاپوندن: بیش از ظرفیت در چیزی جا دادن
- همطوری:هدیه
- دوری: بشقاب
- نوسن: چسبناکی ناشی از میوه یا چای شیرین
- گوشتابه: آبگوشت
- هاگشتن: پیچ خوردن
- لک و لوس:شل و وارفته
- نفله:بی عرضه
- شل گوش:احمق
- زَرده به کون نکشیده: نابالغ و نابلد
- تو کون نرو:آدم نچسب و نجوش
- قیچ:آدم چشم چپ، احول، لوچ
- شستک:بشکن
- گورستون:قبرستان
- نون:نان
- قفته:یک مشت از چیزی. یه قفته اسکناس: یک مقدار نامعین از پول
- کُج: کجا
- کُجی: کجا
- سَله: مغازه پرنده فروشی - قفس کبوتر
- اُهُرّو: تکان تکان خوردن - تاب
- اینجی:اینجا
- ٱرسی(orsi):کفش
- دگیش(dagish)کردن:عوض کردن
- تنگیله(tangileh):ظرف غذای سگ
- سخ(sakh):چرا
- قادمه(ghadmeh):نخ
- تنبون(tonboon):شلوار
- هش پلا(hosh pala):آبکش
- سگرمه(segermeh):اخم
- کجه(kajeh):لانه مرغ
- هم ساخ:همسایه
- ترتیزک(tartizak):سبزی شاهی
- دست به آب:توالت
- قیفال(gheifal):کج
- سمند(semend):سیمان
- مجمه(majmeh):سینی
- هن(hen):هان
- سک(sok):آب دماغ (فن)
- بویه(boyieh):حالت تهوع
- سانسوری:طالبی
- شمل(shamal) : قیافه بگیر، ژست گیر
- یوهو:ناگهانی
- جرقابه :جایی که کثیف هست (و اگر آن را تمیز کنیم آب چرک کثیف بیرون میزند)
- مام بارک:ماه مبارک (ماه رمضان)
- لیز لیزک:سُرسُره

شامد قاسم :شاه احمد ابن قاسم (امامزاده) 
سُتمه شریف :سلطان محمد شریف (امامزاده)